# 217 a. C.
El año 217 a. C. fue un año del calendario romano prejuliano. En el Imperio romano se conocía como el año 537 ab urbe condita.

## Acontecimientos
- Consulados de Cneo Servilio Gémino y Cayo Flaminio, cos. II, en la Antigua Roma.[1]
- Batalla de Rafia.
- Batalla del Lago Trasimeno.
- Batalla en la desembocadura del río Ebro.
- Batalla del Ager Falernus.
- Batalla de Geronium.
- Los ilergetas se sublevan de nuevo.
- Llega a la península ibérica Publio Cornelio Escipión.[2]

## Fallecimientos
- Cayo Flaminio, político y militar romano, en la batalla del Lago Trasimeno.